# 2004-es izlandi labdarúgó-bajnokság (első osztály)
Az Úrvalsdeild 2004-es szezonja volt a bajnokság kilencvenharmadik kiírása. A bajnokságban 10 csapat vett részt, a győztes az FH lett. Ez volt a klub első bajnoki címe.

## Végeredmény
| #  | Csapat    | M  | Gy | D | V  | RG | KG | GK  | P  | Megjegyzés      |
| -- | --------- | -- | -- | - | -- | -- | -- | --- | -- | --------------- |
| 1  | FH        | 18 | 10 | 7 | 1  | 33 | 16 | +17 | 37 | Bajnokok Ligája |
| 2  | ÍBV       | 18 | 9  | 4 | 5  | 35 | 20 | +15 | 31 | UEFA-kupa       |
| 3  | ÍA        | 18 | 8  | 7 | 3  | 28 | 19 | +9  | 31 | Intertotó-kupa  |
| 4  | Fylkir    | 18 | 8  | 5 | 5  | 26 | 20 | +6  | 29 |                 |
| 5  | Keflavík  | 18 | 7  | 3 | 8  | 31 | 33 | -2  | 24 | UEFA-kupa       |
| 6  | KR        | 18 | 5  | 7 | 6  | 21 | 22 | -1  | 22 |                 |
| 7  | Grindavík | 18 | 5  | 7 | 6  | 24 | 31 | -7  | 22 |                 |
| 8  | Fram      | 18 | 4  | 5 | 9  | 19 | 28 | -9  | 17 |                 |
| 9  | Víkingur  | 18 | 4  | 4 | 10 | 19 | 30 | -11 | 16 | Kiesett         |
| 10 | KA        | 18 | 4  | 3 | 11 | 13 | 30 | -17 | 15 | Kiesett         |

## Góllövőlista
| # | Játékos                       | Klub      | Gól |
| - | ----------------------------- | --------- | --- |
| 1 | Gunnar Heiðar Þorvaldsson     | ÍBV       | 12  |
| 2 | Grétar Ólafur Hjartarson      | Grindavík | 11  |
| 3 | Þórarinn Brynjar Kristjánsson | Keflavík  | 10  |
| 4 | Allan Borgvardt               | FH        | 8   |
| 5 | Björgólfur Takefusa           | Fylkir    | 7   |
| 5 | Ríkharður Daðason             | Fram      | 7   |
| 5 | Arnar Gunnlaugsson            | KR        | 7   |